# Gozinaki
O Gozinaki (georgiano : გოზინაყი, dizendo: 'gozinakhi") é um doce tradicional da Georgia, consumido especialmente durante as festividades de ano-novo. A partir do século XX, o gozinaki também passou a ser consumido durante o Natal.

## Preparação
Os ingredientes principais são mel e nozes, aos quais são adicionados sal e açúcar.
As nozes primeiramente são assadas por um breve período de tempo, por volta de dez minutos, em um forno pré-aquecido em temperatura média. Elas então são cortadas em pequenos pedaços. O mel é aquecido junto com uma pequena quantidade de açúcar, e à essa mistura são adicionadas aos poucos as nozes cortadas, e opcionalmente, por último, pode ser adicionada uma pitada de sal. O conteúdo deve ser mexido com frequência para não queimar. Quando as nozes estiverem caramelizadas e o mel com uma cor levemente amarronzada, despeja-se em uma forma coberta com papel manteiga, achata-se o gozinaki e deixa-o para esfriar por alguns minutos. Quando se torna consistente, ele é então cortado em formato de quadrados, losangos ou romboides, e deixado para esfriar até que fique duro.
Existem diversas variações da receita, muitas girando em torno da substituição das nozes por avelãs ou amêndoas. O prato também pode ser servido coberto com açúcar ou sal polvilhados e groselha.